# Мая (майка на Буда)
Вижте пояснителната страница за други личности с името Мая.
Кралица Мая от Шакиите, Маядеви или Махамая в будистката традиция е почитана като майката на историческия Буда Шакямуни. Тя е съпруга на крал Шудходана и сестра на Махападжапати Готами, леля на Буда и първата ръкоположена от него самия монахиня. 
Според будистките текстове Мая умира седмица след раждането и се преражда в божествените светове, от където както се смята традиционно идват всички буди.  И така Мая не успява да отгледа своя син, а това прави нейната сестра Махападжапати Готами. 
На санскрит имети и означава „илюзия“ (съответно Махамая е „Великата Илюзия“ и Махадеви – „кралица Мая“). В Тибет я наричат Гютрулма, а в Япония Мая-бунин.
Най-често тя е изобразявана по време на чудотворното раждане на бъдещия Буда стояща изправена под дърво, хваната за опора с ръце за клон над главата си. Понякога е показван и съня и предсказващ предсказващ нейната бременност, а също и търсенето заедно със съпруга и крал Шудходана на предсказания за живота на очаквания им син.

## Животът на Мая
Мая се омъжва за крал Шудходана, владетел на клана на Шакиите със столица Капилавасту. Тя е дъщеря на краля на Девадаха, който е чичо на Шудходана и следователно тя е братовчедка на своя съпруг.
Мая и крал Шудходана в течение на дванадесет години от своя брак нямат деца, докато както твърди легендата една пълнолунна нощ тя не сънува много жив сън. Тя почувствала как я отнасят четири божества (деви) до езерото Анотата в Хималаите. След като я изкъпват в езерото девите я обличат в божествени одежди, помазват я с аромати, и я обкичват с божествени цветя. Не след дълго се появил бял слон с шест бивни държащ лотосов цвят с хобота си и я обиколил три пъти, а след това влязъл в утробата и през десния и хълбок. Накрая слонът изчезнал и кралицата се събужда, разбирайки, че току-що е получила важно известие, тъй като в Индия слонът е символ на величие.
Според будистката традиция бъдещият Буда пребивавал като бодхисатва в небесата Тушита и решил чрез формата на бял слон да се прероди за последен път в света. Смята се, че Сидхарта е роден 563 г. пр.н.е. Бременността траяла десет лунарни месеца. Според обичая кралицата се връща за това раждане в родния си дом. По пътя тя слиза от своя паланкин за да се разходи под сянката на едно салово дърво (илиShorea robusta), понякога бъркано с дървото Ашока (или Saraca asoca) в красива цветна градина в Лумбини в днешен Непал. Мая била очарована от красивия парк и родила изправена, държаща се с ръце за клон от саловото дърво.
Според легендите принцът се появил от нейния десен хълбок. Това става на пълнолуние, съгласно различни традиции на осмия ден от април или май. Също според различни източници майка му го къпе за първи път във водите на езерцето Пускарини или девите правят така, че да завали дъжд за първата баня на новороденото. Името му Сидхарта означава „този, който осъществява целите“.
Общо взето изследователите са съгласни по това, че според повечето будистка литература Мая умира една седмица след раждането на принца и се преражда в небесата Таватимса, където по-късно Буда я посещава за да изрази благодарност и в течение на три месеца и преподава Дхарма. Нейната сестра Махападжапати Готами става приемна майка за детето.